# Campionati mondiali di pentathlon moderno 1959
I campionati mondiali di pentathlon moderno 1959 si sono svolti a Hershey in Pennsylvania, negli Stati Uniti d'America. Si sono disputate le gare maschili individuali ed a squadre.

## Risultati

### Maschili
| Evento      | Oro                                                                | Argento                                           | Bronzo                                                     |
| Individuale | Igor' Novikov                                                      | András Balczó                                     | Aleksandr Tarasov                                          |
| A squadre   | Unione Sovietica Igor' Novikov Aleksandr Tarasov Nikolaj Tatarinov | Finlandia Tapio Kare Berndt Katter Väinö Korhonen | Stati Uniti Leslie Bleamaster George Lambert Robert Miller |

## Medagliere
| Posizione | Paese            |   |   |   | Totale |
| --------- | ---------------- | - | - | - | ------ |
| 1         | Unione Sovietica | 2 | 0 | 1 | 3      |
| 2         | Finlandia        | 0 | 1 | 0 | 1      |
| 2         | Ungheria         | 0 | 1 | 0 | 1      |
| 4         | Stati Uniti      | 0 | 0 | 1 | 1      |
| Totale    | Totale           | 2 | 2 | 2 | 6      |